# Marco Dorigo
Marco Dorigo (Milão, 26 de agosto de 1961) é um cientista da computação italiano, que trabalha com inteligência artificial. É professor da Université Libre de Bruxelles.
É o proponente do programa de otimização meta-heurístico colônia de formigas (ver seu livro de 2004 Ant Colony Optimization) e um dos fundadores da área de pesquisa inteligência de enxame, trabalhando também com robótica de enxame
Recebeu o Prêmio Frank Rosenblatt IEEE de 2015.

## Publicações selecionadas
- Ant Colony Optimization with Thomas Stützle, MIT Press, 2004 (ISBN 9780262042192).
- Swarm Intelligence : From Natural to Artificial Systems with Eric Bonabeau and Guy Theraulaz, Oxford University Press, 1999 (ISBN 0-19-513159-2).
- Robot Shaping with Marco Colombetti, MIT Press, 1998 (ISBN 0-262-04164-2).
- Ant Algorithms for discrete optimization with Gianni Di Caro and Luca Maria Gambardella, Artificial Life, Vol. 5, N. 2, 1999.
- Ant Colony System: A Cooperative Learning Approach to the Traveling Salesman Problem. IEEE Transactions on Evolutionary Computation, 1 (1): 53–66. (This became the second most cited paper ever published by IEEE Transactions on Evolutionary Computation.)